# Un sac de billes (film, 1975)
Pour les articles homonymes, voir Un sac de billes.
Pour plus de détails, voir Fiche technique et Distribution.
Un sac de billes est un film français réalisé par Jacques Doillon, sorti en 1975.
Adapté du roman de Joseph Joffo, le film reprend assez fidèlement l'intrigue du roman en la simplifiant un peu.

## Synopsis
En 1942, les lois antisémites du gouvernement de Vichy contraignent les deux ainés d’un coiffeur juif de Paris à fuir vers la zone libre. Un peu plus tard, les deux autres frères s’enfuient également pour gagner le Sud de la France. Ils réussissent à passer la ligne de démarcation et rejoignent Menton où ils vont retrouver leurs frères et bientôt leurs parents.

## Fiche technique
- Réalisation : Jacques Doillon
- Scénario : Jacques Doillon et Denis Ferraris, d'après le roman de Joseph Joffo
- Photographie : Yves Lafaye
- Montage : Noëlle Boisson
- Musique : Philippe Sarde
- Sociétés de production : Les Films Christian Fechner, Renn Productions
- Société de distribution : AMLF
- Pays de production :  France
- Langue : français
- Format : couleur (Eastmancolor) - Mono
- Genre : drame
- Durée : 105 minutes
- Dates de sortie : 
  - France : 10 décembre 1975

## Distribution
- Richard Constantini : Joseph
- Paul-Éric Shulmann : Maurice
- Joseph Goldenberg : le père
- Reine Bartève : la mère
- Hubert Drac : Henri
- Gilles Laurent : Albert
- Michel Robin : Mancelier
- Dominique Ducros : Françoise
- Stéphan Meldegg : sous-officier salon de coiffure
- Axel Ganz : officier salon de coiffure
- Pierre Forget : l'instituteur
- Marc Eyraud : le curé du train
- Hélène Calzarelli : la jeune fille du train
- Yves Wecker : Raymond, le passeur
- Bernadette Le Saché : la réfugiée
- Antonino Faa Di Bruno : le vieux beau
- Antoine Neri : l'Italien de la bargue
- Max Vialle : le concierge
- Dominique Besnehard : le moniteur
- Alain Peysson :  Ferdinand
- Hans Verner : l'officier allemand
- Dieter Schidor

## Autour du film
- C'est Claude Berri, ayant apprécié le film de Doillon Les Doigts dans la tête, qui propose à ce dernier d'adapter le roman. Jacques Doillon est aidé par Denis Ferraris, professeur à la faculté de Nancy, pour la reconstitution historique[1].
- Au cours du film, les deux enfants entrent dans une salle de cinéma où est projeté Les Aventures fantastiques du baron Münchhausen, film allemand de 1943 réalisé par Josef von Báky.
- Une nouvelle adaptation du roman, réalisée par  Christian Duguay, est sortie sur les écrans en France le 18 janvier 2017.